# Матвіївка (Корюківський район)
Матві́ївка — село в Україні, у Сосницькій селищній громаді Корюківського району Чернігівської області. Населення становить 275 осіб. До 2017 орган місцевого самоврядування — Матвіївська сільська рада.

## Історія
Засноване у ХІХ столітті переселенцями з села Волинки як Волинський хутор, що існував щонайменше з 1832 року і був позначений на мапі Шуберта. Довгий час залишалися Волинськими хуторами. Одними з перших переселенців були люди на прізвище Матвієнко — від них і пішла назва села. У 1930-х ще окремо існували два села: Матвіївка та Туріївка, але перед Другою світовою їх об'єднали в один населений пункт.
У 1919 році в лісах Бутовки і Галайбиних хуторів базувався повстанський загін Штакало з 300 чоловік з 2 гарматами. 
У 1972 році село налічувало 241 двір і 740 жителів. У 2014 році населення складало 169 жителів.
Кутки (хутори) Матвіївки — Диканівка, Рудяківка (він же Рудіївка, раніше Громи), Пацюківка, Скорівка, Туріївка, Чорнухівка, Гришківка, Кищенків, Бесарабка. Раніше також існували хутори Бідних та Мишурине.
12 червня 2020 року, відповідно до розпорядження Кабінету Міністрів України № 730-р «Про визначення адміністративних центрів та затвердження територій територіальних громад Чернігівської області», увійшло до складу Сосницької селищної громади.
19 липня 2020 року, в результаті адміністративно-територіальної реформи та ліквідації Сосницького району, увійшло до складу Корюківського району Чернігівської області.

## Відомі уродженці
- Савченко Іван Андрійович (1914—1945) — Герой Радянського Союзу[4].
- Кирієнко Микола Маркович (1922—2010) — радянський і український науковець-економіст, професор, ветеран німецько-радянської війни.